# Changement climatique en Afrique
Le changement climatique en Afrique est la part du changement climatique anthropique, un phénomène en cours sur la Terre, qui concerne ce continent. Selon le Groupe d'experts intergouvernemental sur l'évolution du climat (GIEC), l'Afrique est l'un des continents les plus vulnérables aux effets du réchauffement climatique.

## Description
Selon le Groupe d'experts intergouvernemental sur l'évolution du climat (GIEC), l'Afrique est l'un des continents les plus vulnérables au changement climatique,. La vulnérabilité de l'Afrique au changement climatique est due à une série de facteurs, notamment une faible capacité d'adaptation, une forte dépendance aux biens des écosystèmes pour les moyens de subsistance et des systèmes de production agricole moins développés. Les risques du changement climatique sur la production agricole, la sécurité alimentaire, les ressources en eau et les services écosystémiques auront probablement des conséquences de plus en plus graves sur les vies et les perspectives de développement durable en Afrique. La gestion de ce risque nécessite l'intégration de stratégies d'atténuation et d'adaptation dans la gestion des biens et services des écosystèmes et des systèmes de production agricole en Afrique.
Au cours des prochaines décennies, le GIEC s'attend à un réchauffement dû au changement climatique sur presque toute la surface de la Terre, et la moyenne mondiale des précipitations augmentera. Les effets régionaux sur les précipitations dans les tropiques devraient être beaucoup plus variables dans l'espace et le signe de changement à un endroit donné est souvent moins certain, même si des changements sont attendus. En conséquence, les températures de surface observées ont généralement augmenté d'environ 1 °C sur l'Afrique depuis la fin du XIXe siècle jusqu'au début du XXIe siècle, mais localement jusqu'à 3 °C pour la température minimale au Sahel à la fin de la saison sèche. Les tendances observées en matière de précipitations indiquent des écarts spatiaux et temporels comme prévu,. Les changements observés en matière de température et de précipitations varient selon les régions,.
L'Agence française de développement (AFD) consacre une part importante de son rapport « L’Économie africaine 2023 », publié en janvier 2023, aux conséquences du changement climatique en Afrique. Entre 1960 et 2018, le Maroc a subi une réduction de 20 % de ses précipitations et le taux de remplissage des barrages est passé d'un peu plus de 60 % en 2018 à moins de 30 % en 2022. Tout le Maghreb est menacé de stress hydrique : les ressources en eau renouvelable superficielle et souterraine sont déjà en moyenne en dessous ou proches du seuil de pénurie absolue, fixé à 500 m3 par personne. En Afrique de l'Ouest, le nombre de jours avec une température supérieure à 40,6 degrés pourrait passer d'environ 60 jours par an constatés entre 1985 et 2005 à une fourchette de 105 à 196 jours d'ici à la fin du siècle ; le nombre de jours de chaleur potentiellement mortelle pourrait s'établir entre 250 et 350 jours par an. La surélévation du niveau de la mer menace le Nigeria, l'Égypte, l'Angola et le Mozambique notamment. Au Nigeria et en Égypte, plus de 10 millions d'habitants sont concernés.

## Programmes d'adaptation
En ce qui concerne les efforts d'adaptation, les acteurs au niveau régional font quelques progrès. Cela comprend l'élaboration et l'adoption de plusieurs stratégies régionales d'adaptation au changement climatique, par exemple le document d'orientation de la SADC sur le changement climatique et la stratégie d'adaptation pour le secteur de l'eau. En outre, d'autres efforts ont été déployés pour renforcer l'adaptation au changement climatique, comme le programme tripartite sur l'adaptation au changement climatique et son atténuation en Afrique orientale et australe (COMESA-EAC-SADC).
En tant qu'organisation supranationale de 55 États membres, l'Union africaine a proposé 47 objectifs et actions correspondantes dans un projet de rapport de 2014 pour lutter contre et atténuer le changement climatique sur le continent. Le Secrétaire général des Nations Unies a aussi déclaré la nécessité d'une coopération étroite avec l'Union africaine afin de lutter contre le changement climatique, conformément aux objectifs de développement durable de l'ONU.
Le Réseau des femmes journalistes d’Afrique organise en mars 2020 une conférence regroupant 300 journalistes en provenance des 54 pays du continent africain, sur la thématique « Urgence climatique, les medias africains acteurs du changement ». Cet événement se donne pour objectif d'encourager les médias à sensibiliser l'option publique sur ces thématiques et d'influer sur l’action des dirigeants.
Le British Medical Journal publie le 19 octobre 2022 une lettre ouverte de plus de 250 revues biomédicales alertant sur l’urgence d’agir pour limiter le réchauffement climatique et atténuer ses conséquences sur la santé, en commençant par le continent qui en souffre le plus alors qu'il a peu contribué à ses causes : l'Afrique.